# Gertrud Haldimann
Gertrud Haldimann-Weiss (* 22. Januar 1907 in Bern; † 25. Dezember 2001 ebenda) war eine Schweizer Aktivistin gegen das Frauenstimmrecht und Mitgründerin des Bundes der Schweizerinnen gegen das Frauenstimmrecht.

## Leben
Gertrud Weiss, die Tochter eines Spenglermeisters, absolvierte ein Studium der Pharmazie an der Universität Bern und schloss 1930 mit dem Staatsexamen ab. 1933 heiratete sie den Augenarzt Carl Haldimann (1900–1983). Das Paar hatte sechs Kinder.
1958 war Gertrud Haldimann Mitbegründerin des Frauenkomitees gegen die Einführung des Frauenstimmrechts in der Schweiz. 1959 trat sie an der ausserordentlichen Delegiertenversammlung der FDP auf und erklärte: Wir halten es für ein Unrecht, wenn wir vollbeschäftigten Frauen und Töchter in die Politik gezerrt werden sollten, nur weil ein paar ehrgeizige Frauen ins Rampenlicht einer öffentlichen Beamtung treten wollen. Knapp setzten sich die Vertreter einer Stimmfreigabe gegen die Vertreter der Nein-Parole durch.
Nach der Ablehnung in der ersten Volksabstimmung über das eidgenössische Frauenstimmrecht am 1. Februar 1959 wurde das Komitee in den Bund der Schweizerinnen gegen das Frauenstimmrecht umgewandelt. Von 1959 bis 1967 präsidierte Haldimann diese Vereinigung.
Nachdem 1971 das Frauenstimmrecht auf Bundesebene in der Schweiz angenommen worden war, war Haldimann Mitgründerin, Vorstandsmitglied und ab 1982 Vizepräsidentin der rechtsbürgerlichen Arbeitsgemeinschaft für Familien- und Gesellschaftspolitik (Arfag).
Ihr Privatarchiv befindet sich seit 1998 im Archiv der Gosteli-Stiftung in Worblaufen bei Bern.